# 中海物業
中海物業集團有限公司，簡稱中海物業集團，以及中海物業（英語：China Overseas Property Holdings Limited，港交所：2669），前身為「中國海外管理服務(國際)有限公司」，在1986年，由中國建築工程總公司旗下「中國海外集團有限公司」（為主要股東），於香港（總部）成立「中國海外物業服務有限公司 」（前身「中國海外建築（地產管理）有限公司」和「中海物業管理有限公司」）。
業務香港、澳門和中國內地經營物業管理行業，包括楼宇自动化、物业机电维修、电梯安装保养、环境工程施工、园林景观设计、建筑装修工程、酒店经营管理及物业管理教育等。
2015年7月初，當時控股公司中國海外發展有限公司正計劃分拆上述業務上市，港交所上市日期為2015年10月23日，由於該計劃不涉及發行新股配售和集資，因此只作為介紹形式上市。

## 外部連結
- COPL.com.hk（页面存档备份，存于）
- zhwy.com.cn